# Real Marcianise Calcio 2006-2007
Questa voce raccoglie le informazioni riguardanti  il Real Marcianise Calcio nelle competizioni ufficiali della stagione 2006-2007.

## Rosa
| N. |                   | Ruolo | Calciatore           |
| -- | ----------------- | ----- | -------------------- |
| -  | Italia (bandiera) | C     | Antonio Amita        |
| -  | Italia (bandiera) | P     | Andrea Armellini     |
| -  | Italia (bandiera) | D     | Michele Ciano        |
| -  | Italia (bandiera) | D     | Leo Criaco           |
| -  | Italia (bandiera) | C     | Michele D'Ambrosio   |
| -  | Italia (bandiera) | C     | Luigi D'Apice        |
| -  | Italia (bandiera) | P     | Giuseppe Della Corte |
| -  | Italia (bandiera) | C     | Matteo Della Ventura |
| -  | Italia (bandiera) | D     | Rosario De Rosa      |
| -  | Italia (bandiera) | C     | Bruno Di Napoli      |
| -  | Italia (bandiera) | D     | Bennardo Ferrara     |
| -  | Italia (bandiera) | D     | Liberato Filosa      |
| -  | Italia (bandiera) | A     | Salvatore Galizia    |
| -  | Italia (bandiera) | A     | Marco Incoronato     |

| N. |                   | Ruolo | Calciatore        |
| -- | ----------------- | ----- | ----------------- |
| -  | Italia (bandiera) | A     | Alessandro Manco  |
| -  | Italia (bandiera) | C     | Gaetano Manco     |
| -  | Italia (bandiera) | A     | Mario Mariniello  |
| -  | Italia (bandiera) | D     | Vincenzo Masturzo |
| -  | Italia (bandiera) | C     | Santo Matinella   |
| -  | Italia (bandiera) | A     | Luigi Molino      |
| -  | Italia (bandiera) | D     | Michele Murolo    |
| -  | Italia (bandiera) | D     | Michele Pagano    |
| -  | Italia (bandiera) | D     | Angelo Piscitelli |
| -  | Italia (bandiera) | D     | Fabio Pittilino   |
| -  | Italia (bandiera) | A     | Gaetano Poziello  |
| -  | Italia (bandiera) | C     | Alfredo Romano    |
| -  | Italia (bandiera) | C     | Nathan Schiavon   |
| -  | Italia (bandiera) | D     | Antonio Vanacore  |